# Eyliac
Eyliac (okzitanisch: Eilhac) ist eine Ortschaft und eine Commune déléguée in der französischen Gemeinde Bassillac et Auberoche mit 720 Einwohnern (Stand: 1. Januar 2022) im Département Dordogne in der Region Nouvelle-Aquitaine.
Eyliac wurde mit Wirkung vom 1. Januar 2017 mit Basillac, Milhac-d’Auberoche, Saint-Antoine-d’Auberoche, Blis-et-Born und Le Change zur Commune nouvelle Bassillac et Auberoche zusammengeschlossen und hat in der neuen Gemeinde den Status einer Commune déléguée. Die Gemeinde Eyliac gehörte zum Arrondissement Périgueux und zum Kanton Isle-Manoire.

## Geographie
Eyliac liegt rund zehn Kilometer ostsüdöstlich des Stadtzentrums von Périgueux. Im Norden verläuft der Fluss Isle. 
Die Gemeinde Eyliac wurde umgeben von den Nachbargemeinden Bassillac im Norden und Westen, Le Change im Nordosten, Blis-et-Born im Osten, Saint-Crépin-d’Auberoche im Südosten, Saint-Pierre-de-Chignac im Süden, Sainte-Marie-de-Chignac im Süden und Südwesten sowie Saint-Laurent-sur-Manoire im Westen und Südwesten.
Durch die ehemalige Gemeinde führt die Autoroute A89.

## Bevölkerungsentwicklung
| Jahr                       | 1962 | 1968 | 1975 | 1982 | 1990 | 1999 | 2006 | 2012 | 2020 |
| Einwohner                  | 499  | 448  | 384  | 431  | 619  | 640  | 637  | 772  | 719  |
| Quellen: Cassini und INSEE |      |      |      |      |      |      |      |      |      |

## Sehenswürdigkeiten
- Kirche Saint-Martin, Chor aus dem 12. Jahrhundert, Glockenturm aus dem 19. Jahrhundert, seit 1948 Monument historique
- Schloss La Chalupie aus dem 17. Jahrhundert
- Schloss Eyliac aus dem 16. Jahrhundert mit Taubenschlag
- Herrenhaus Le Puy aus dem 18. Jahrhundert
- Herrenhaus La Roquette-Haute aus dem 17. Jahrhundert
- Ruinen des Schlosses La Ricardie aus dem 15. bzw. 18. Jahrhundert

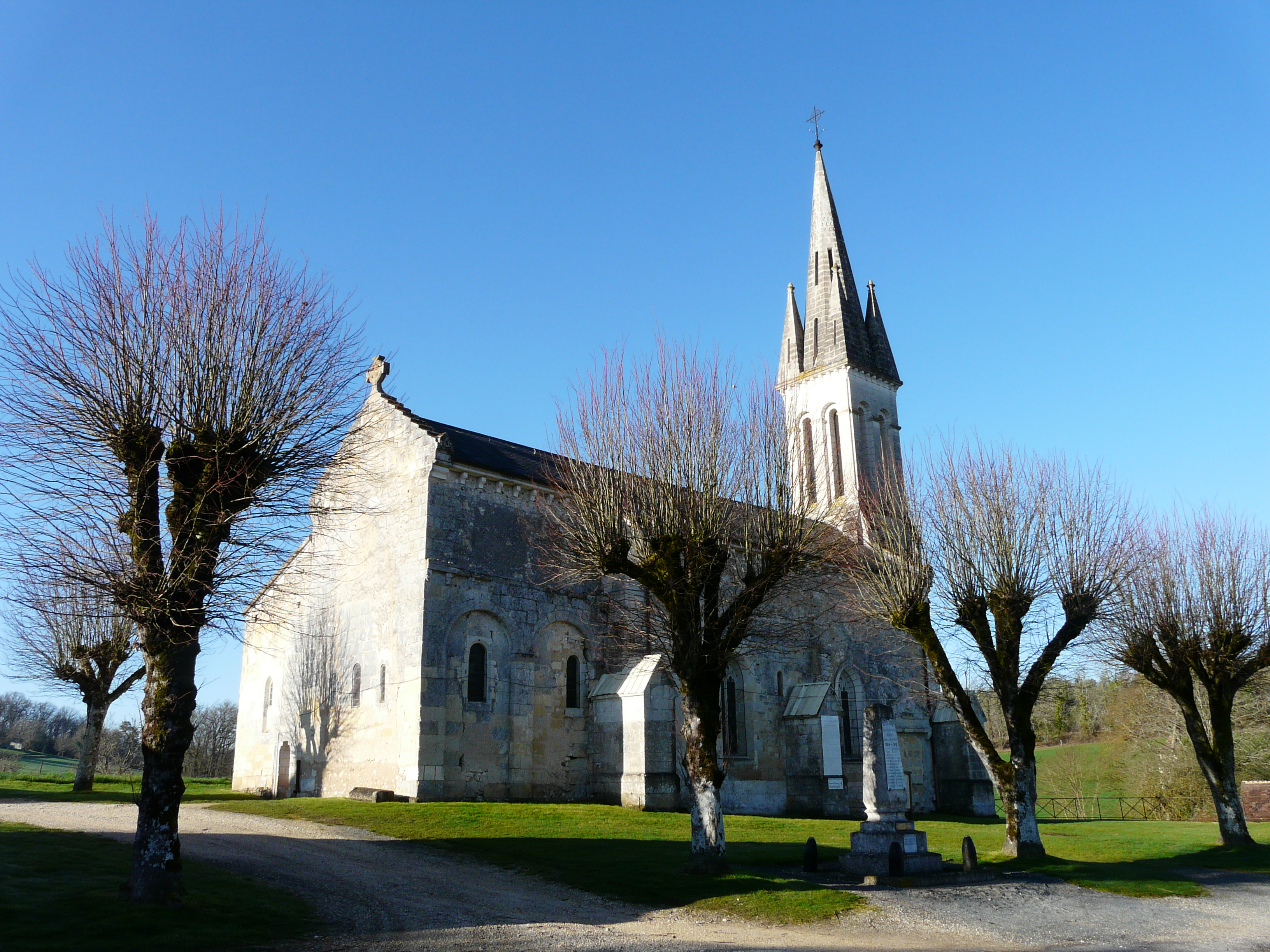
Kirche Saint-Martin
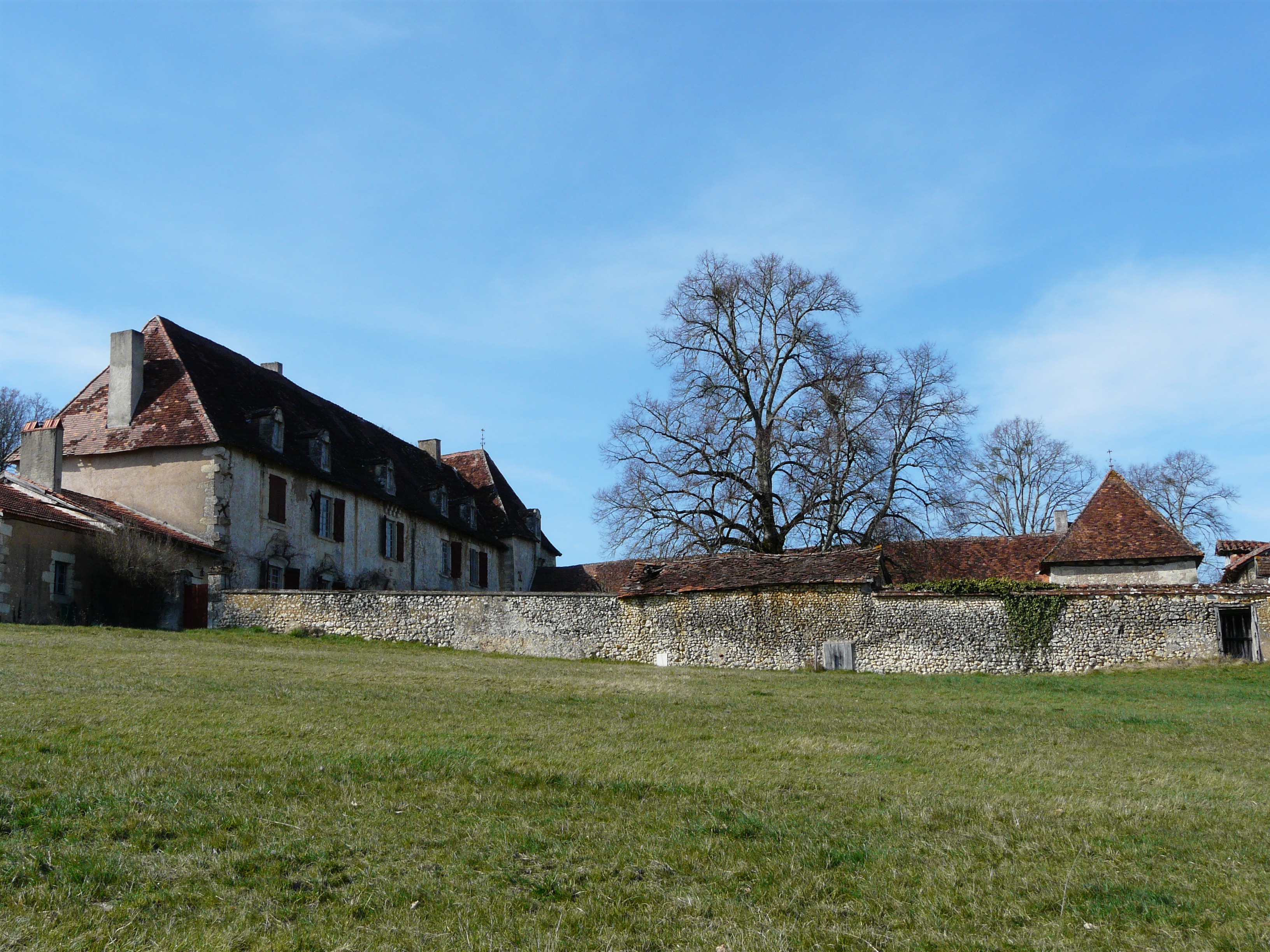
Schloss La Chalupie
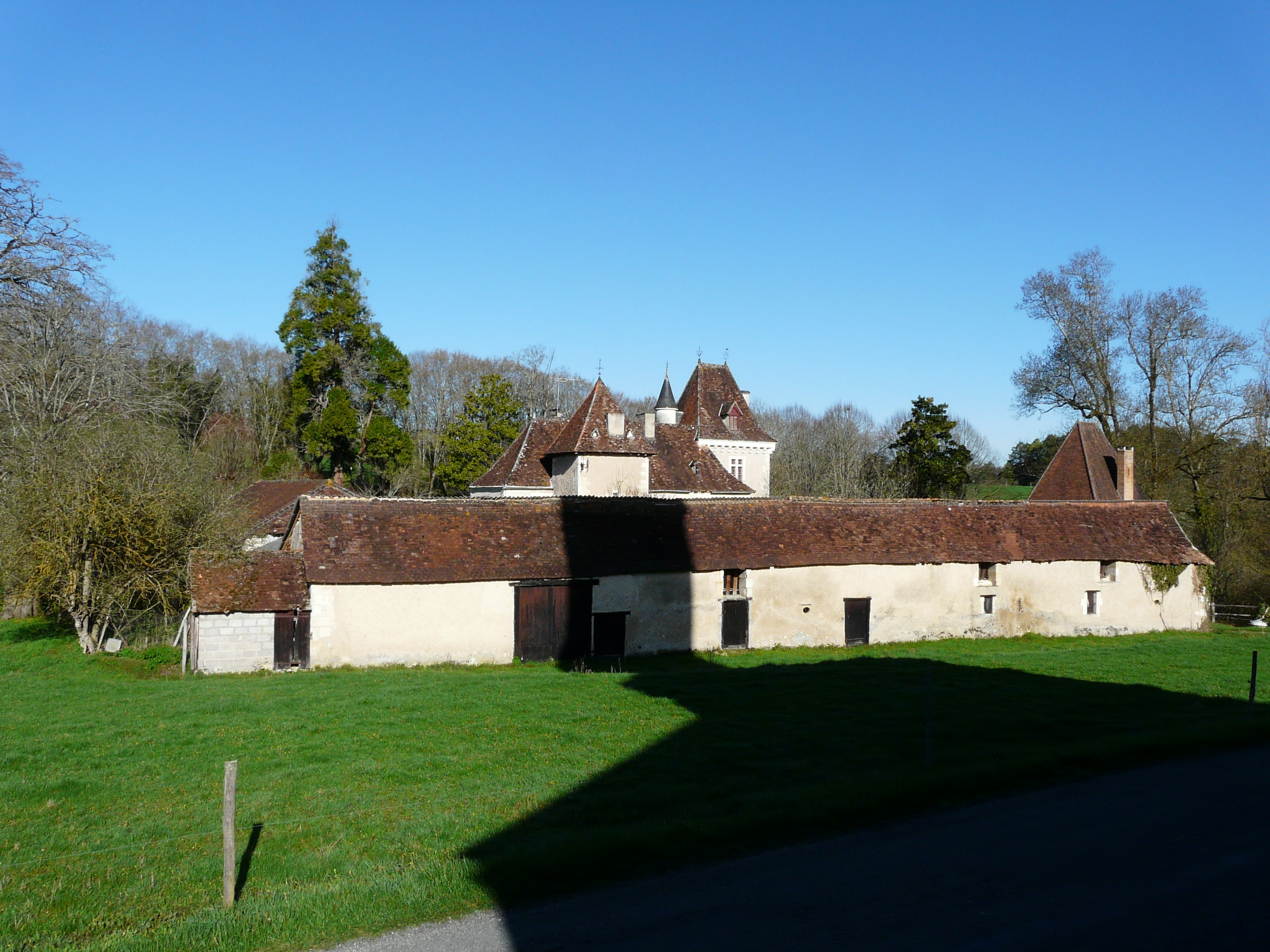
Schloss Eyliac
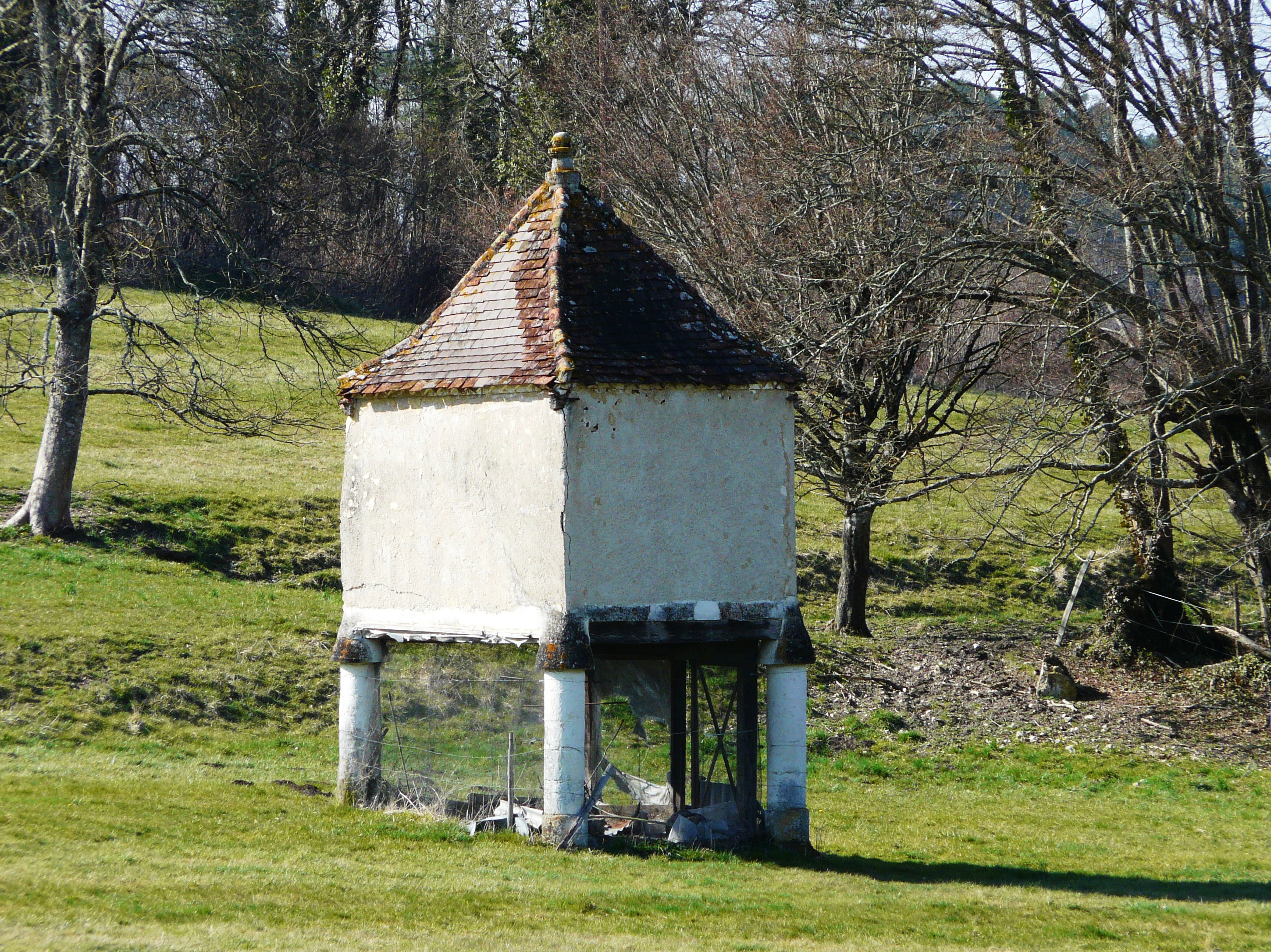
Taubenschlag des Schlosses Eyliac
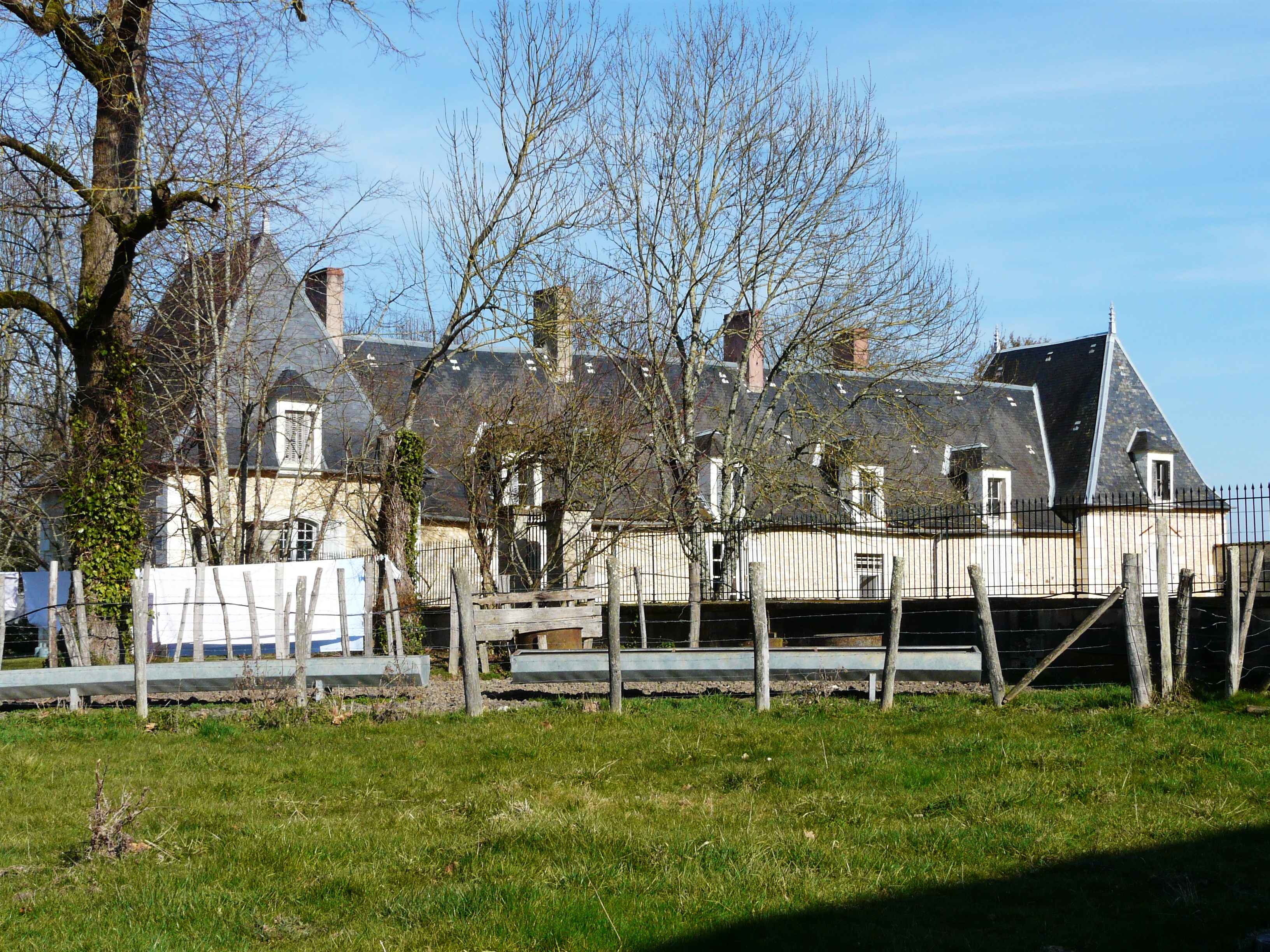
Herrenhaus Le Puy